# 文安
文安 (ぶんあん、ぶんなん、旧字体：文󠄁安)は、日本の元号の一つ。嘉吉の後、宝徳の前。1444年から1449年までの期間を指す。この時代の天皇は後花園天皇。室町幕府将軍は空位。

## 改元
- 嘉吉4年2月5日（ユリウス暦1444年2月23日） 甲子革令に当たるため改元
- 文安6年7月28日（ユリウス暦1449年8月16日） 宝徳に改元

## 文安期におきた出来事
- 元年4月- 文安の麹騒動。京都における麹の製造・販売を独占していた北野麹座が、幕府の攻撃を受け没落。
- 6年4月29日（ユリウス暦1449年5月21日） - 足利義成（後の義政）が征夷大将軍宣下を受け、6年ぶりに将軍空位状態が解消される（正式な将軍就任は翌宝徳元年）。

### 出生
- 3年（1446年） - 大内政弘、守護大名（明応4年死去）
- 5年（1448年） - 柳原量光、公家（永正7年死去）

## 西暦との対照表
※は小の月を示す。
| 文安元年（甲子） | 一月      | 二月  | 三月※   | 四月  | 五月※ | 六月  | 閏六月※ | 七月※ | 八月  | 九月※ | 十月    | 十一月※ | 十二月    |
| ---------------- | --------- | ----- | ------- | ----- | ----- | ----- | ------- | ----- | ----- | ----- | ------- | ------- | --------- |
| ユリウス暦       | 1444/1/20 | 2/19  | 3/20    | 4/18  | 5/18  | 6/16  | 7/16    | 8/14  | 9/12  | 10/12 | 11/10   | 12/10   | 1445/1/8  |
| 文安二年（乙丑） | 一月      | 二月  | 三月※   | 四月  | 五月※ | 六月  | 七月※   | 八月※ | 九月  | 十月※ | 十一月  | 十二月※ |           |
| ユリウス暦       | 1445/2/7  | 3/9   | 4/8     | 5/7   | 6/6   | 7/5   | 8/4     | 9/2   | 10/1  | 10/31 | 11/29   | 12/29   |           |
| 文安三年（丙寅） | 一月      | 二月  | 三月※   | 四月  | 五月  | 六月※ | 七月    | 八月※ | 九月※ | 十月  | 十一月※ | 十二月  |           |
| ユリウス暦       | 1446/1/27 | 2/26  | 3/28    | 4/26  | 5/26  | 6/25  | 7/24    | 8/23  | 9/21  | 10/20 | 11/19   | 12/18   |           |
| 文安四年（丁卯） | 一月※     | 二月  | 閏二月※ | 三月  | 四月  | 五月※ | 六月    | 七月※ | 八月  | 九月  | 十月※   | 十一月  | 十二月※   |
| ユリウス暦       | 1447/1/17 | 2/15  | 3/17    | 4/15  | 5/15  | 6/14  | 7/13    | 8/12  | 9/10  | 10/10 | 11/9    | 12/8    | 1448/1/7  |
| 文安五年（戊辰） | 一月※     | 二月  | 三月※   | 四月  | 五月※ | 六月  | 七月    | 八月※ | 九月  | 十月  | 十一月※ | 十二月  |           |
| ユリウス暦       | 1448/2/5  | 3/5   | 4/4     | 5/3   | 6/2   | 7/1   | 7/31    | 8/30  | 9/28  | 10/28 | 11/27   | 12/26   |           |
| 文安六年（己巳） | 一月※     | 二月※ | 三月    | 四月※ | 五月  | 六月※ | 七月    | 八月※ | 九月  | 十月※ | 閏十月※ | 十一月  | 十二月    |
| ユリウス暦       | 1449/1/25 | 2/23  | 3/24    | 4/23  | 5/22  | 6/21  | 7/20    | 8/19  | 9/17  | 10/17 | 11/15   | 12/14   | 1450/1/13 |